# Mikkel Boe Følsgaard
Mikkel Boe Følsgaard (Rønne, 1º maggio 1984) è un attore danese.

## Biografia
Nato a Rønne, sull'isola danese di Bornholm, Mikkel Boe Følsgaard è cresciuto a Græsted-Gilleleje nella Contea di Frederiksborg e nel 2003 si è diplomato all'Helsinge Gymnasium. Dal 2008 al 2012 si è formato come attore presso la Danske Scenekunstskole di Copenaghen.
Nel 2012 ha debuttato sul grande schermo nel film Royal Affair, che gli è valso l'Orso d'argento al Festival di Berlino, rendendolo il primo attore danese a ricevere tale premio, e due prestigiosi riconoscimenti in patria: il premio Bodil dell'Associazione nazionale danese dei critici cinematografici e il premio Robert dell'Accademia del cinema danese.
Considerato uno dei più promettenti attori scandinavi, affianca l'attività cinematografica a quella teatrale e televisiva. Dal 2014 al 2017 è stato uno dei protagonisti della serie tv danese Arvingerne in cui ha interpretato il ruolo di Emil Grønnegaard.

## Filmografia
- Royal Affair (En kongelig affære), regia di Nikolaj Arcel (2012)
- Carl Mørck - 87 minuti per non morire (Kvinden i buret), regia di Mikkel Nørgaard (2013)
- Rosita, regia di Frederikke Aspöck (2015)
- Estate '92 (Sommeren '92), regia di Kasper Barfoed (2015)
- Land of Mine - Sotto la sabbia (Under sandet), regia di Martin Zandvliet (2015)
- Den allvarsamma leken, regia di Pernilla August (2016)
- De standhaftige, regia di Lisa Ohlin (2016)
- Fuglene over sundet, regia di Nicolo Donato (2016)
- Du forsvinder, regia di Peter Schønau Fog (2017)
- Den bedste mand, regia di Mikkel Serup (2017)
- Hamlet Revenant, regia di Ken McMullen (pre-produzione)
- Ehrengard - L'arte della seduzione, regia di Bille August (2023)

### Televisione
- Bryggeren – serie TV, episodio 1x06 (1997)
- Loro uccidono (Den som dræber) - serie TV, episodio 1x07 (2011)
- Dicte – serie TV, episodio 1x10 (2013)
- Arvingerne – serie TV, 26 episodi (2014-2017)
- The Rain – serie TV, 20 episodi (2018-2020)
- L'uomo delle castagne (Kastanjemanden) – serie TV, 6 episodi (2021)
- Borgen - Il potere (Borgen) – serie TV, 8 episodi (2022)
- Il conte di Montecristo (The Count of Monte Cristo), regia di Bille August – miniserie TV, 7 puntate (2025)

## Riconoscimenti
- Festival internazionale del cinema di Berlino
  - 2012 – Orso d'argento per il miglior attore per Royal Affair
  - 2013 – Shooting Stars Award

- Premio Bodil
  - 2013 – Miglior attore protagonista per Royal Affair
  - 2017 – Candidatura al miglior attore protagonista per De standhaftige

- Premio Robert
  - 2013 – Miglior attore non protagonista per Royal Affair
  - 2015 – Miglior attore non protagonista per la serie tv Arvingerne
  - 2016 – Candidatura al miglior attore non protagonista per Land of Mine - Sotto la sabbia

Candidatura al miglior attore non protagonista per Estate '92
- 2017 – Candidatura al miglior attore protagonista per De standhaftige

- Zulu Awards
  - 2013 – Candidatura al miglior attore protagonista per Royal Affair

## Doppiatori italiani
Nelle versioni in italiano delle opere in cui ha recitato, Mikkel Boe Følsgaard è stato doppiato da: 
- David Chevalier in Royal Affair, Il conte di Montecristo
- Niseem Onorato in Land of Mine - Sotto la sabbia
- Guido Di Naccio in The Rain
- Gabriele Sabatini in L'uomo delle castagne
- Manuel Meli in Ehrengard - L'arte della seduzione